# Maryna Litvinchuk
Maryna Litvinchuk (n. 12 martie 1988, Sotničy⁠(d), Babunicki sieĺsaviet⁠(d), RSS Bielorusă, URSS) este o caiacistă ce a reprezentat Belarus, medaliată olimpică. A participat la 3 ediții ale Jocurilor Olimpice (2012, 2016, 2020) în care a câștigat o medalie de bronz.